# (96306) 1996 WO2
(96306) 1996 WO2 es un asteroide perteneciente al cinturón de asteroides, descubierto el 20 de noviembre de 1996 por el equipo del Beijing Schmidt CCD Asteroid Program desde la Estación Xinglong, Hebei, China.

## Designación y nombre
Designado provisionalmente como 1996 WO2.

## Características orbitales
1996 WO2 está situado a una distancia media del Sol de 2,453 ua, pudiendo alejarse hasta 2,829 ua y acercarse hasta 2,077 ua. Su excentricidad es 0,153 y la inclinación orbital 8,696 grados. Emplea 1403,14 días en completar una órbita alrededor del Sol.

## Características físicas
La magnitud absoluta de 1996 WO2 es 15,83. Tiene 2,845 km de diámetro y su albedo se estima en 0,138.